# Pseudopyrgo
Pseudopyrgo es un género de foraminífero bentónico de la subfamilia Miliolinellinae, de la familia Hauerinidae, de la superfamilia Milioloidea, del suborden Miliolina y del orden Miliolida. Su especie tipo es Pyrgo milletti. Su rango cronoestratigráfico abarca el Holoceno.

## Discusión
El nombre Pseudopyrgo fue también utilizado para un género de la superfamilia Milioloidea, y el propio autor tuvo que sustituir dicho nombre por el de Nummulopyrgo Hofker, 1983.

## Clasificación
Pseudopyrgo incluye a las siguientes especies:
- Pseudopyrgo eburnea
- Pseudopyrgo paraglobula
- Pseudopyrgo subsphaerica

Aunque posteriormente fue sustituido por Nummulopyrgo, bajo el nombre de Pseudopyrgo también se definieron las siguientes especies:
- Pseudopyrgo globulus, aceptado como Nummulopyrgo globulus
- Pseudopyrgo milletti, aceptado como Nummulopyrgo milletti